# Selección de fútbol de Osetia del Sur
La Selección de fútbol de Osetia del Sur es la selección representativa de la región disputada de Georgia en dicha disciplina. Está afiliada a la ConIFA. Su primer partido fue contra Abjasia en Sujumi el 23 de septiembre de 2013, donde fue derrotada por 3-0.

## Historia
La Federación de Fútbol de Osetia del Sur se creó en 1997 y su equipo de fútbol sala hizo su debut oficial en el Campeonato Europeo de fútbol sala de la UEFS de 2010, terminando séptimo. Dos años después, quedó en octavo lugar.
El equipo de fútbol jugó su primer partido el 23 de septiembre de 2013. Fue un partido amistoso contra Abjasia y fue derrotado por 0-3. Un año después, fue admitido en la ConIFA e hizo su debut internacional en la Copa Mundial de Fútbol de ConIFA de 2014, donde quedó en el cuarto lugar general.
En 2015, Osetia del Sur debutaría en la Copa Europa de Fútbol de ConIFA 2015 en Hungría, pero a sus jugadores no se les permitió viajar debido a las presiones del Ministerio de Relaciones Exteriores de Georgia.
El 9 de junio de 2019, Osetia del Sur ganó su primer Copa Europea al derrotar a Armenia Occidental en la final.

## Desempeño en competiciones

### Copa Mundial de ConIFA
| Año   | Posición         | PJ               | PG               | PE               | PP               | GF               | GC               | DG               |
| ----- | ---------------- | ---------------- | ---------------- | ---------------- | ---------------- | ---------------- | ---------------- | ---------------- |
| 2014  | 4.º              | 5                | 1                | 1                | 3                | 23               | 10               | +13              |
| 2016  | No participó     | No participó     | No participó     | No participó     | No participó     | No participó     | No participó     | No participó     |
| 2018  | No participó     | No participó     | No participó     | No participó     | No participó     | No participó     | No participó     | No participó     |
| 2020  | Evento cancelado | Evento cancelado | Evento cancelado | Evento cancelado | Evento cancelado | Evento cancelado | Evento cancelado | Evento cancelado |
| Total | 1/4              | 5                | 1                | 1                | 3                | 23               | 10               | +13              |

### Copa Europa de ConIFA
| Año   | Posición       | PJ             | PG             | PE             | PP             | GF             | GC             | DG             |
| ----- | -------------- | -------------- | -------------- | -------------- | -------------- | -------------- | -------------- | -------------- |
| 2015  | No participó   | No participó   | No participó   | No participó   | No participó   | No participó   | No participó   | No participó   |
| 2017  | 8.º            | 4              | 0              | 0              | 4              | 2              | 16             | -14            |
| 2019  | Campeón        | 5              | 3              | 2              | 0              | 7              | 4              | +3             |
| 2021  | Por disputarse | Por disputarse | Por disputarse | Por disputarse | Por disputarse | Por disputarse | Por disputarse | Por disputarse |
| Total | 2/3            | 9              | 3              | 2              | 4              | 9              | 20             | -11            |

### Copa Mundial VIVA
| Año   | Posición     | PJ           | PG           | PE           | PP           | GF           | GC           | DG           |
| ----- | ------------ | ------------ | ------------ | ------------ | ------------ | ------------ | ------------ | ------------ |
| 2006  | No participó | No participó | No participó | No participó | No participó | No participó | No participó | No participó |
| 2008  | No participó | No participó | No participó | No participó | No participó | No participó | No participó | No participó |
| 2009  | No participó | No participó | No participó | No participó | No participó | No participó | No participó | No participó |
| 2010  | No participó | No participó | No participó | No participó | No participó | No participó | No participó | No participó |
| 2012  | No participó | No participó | No participó | No participó | No participó | No participó | No participó | No participó |
| Total | 0/5          | -            | -            | -            | -            | -            | -            | -            |

## Últimos partidos y próximos encuentros
| Fecha      | lugar     | Local          | Resultado | Visitante      | Competición |
| ---------- | --------- | -------------- | --------- | -------------- | ----------- |
| 27-08-2019 | Lugansk   | RP de Lugansk  | 4:3       | Osetia del Sur | Amistoso    |
| 22-09-2019 | Tsjinvali | Osetia del Sur | 2:0       | RP de Lugansk  | Amistoso    |